# Бій за Гогланд
Бій за Гогланд — бій, що відбувся 15 вересня 1944 року в перебігу Лапландської війни, є частиною німецької операції «Tanne Ost» («Східна ялина»).

## Передісторія
Після проведення наступальних операцій Ленінградського та Карельського фронтів фінські війська були відкинуті в багатьох місцях до кордону 1940 року та зазнали значних втрат. Після тимчасового вирівнювання становища на фронті вкотре починаються перемовини Фінляндії та СРСР про вихід з війни, після тривалих зносин дипломатичними каналами перемир'я було досягнуто. За дві доби до початку дії перемир'я Фінляндія розриває дипломатичні зносини з Німеччиною та інформує останню про умови фінсько-радянської домовленості.
Передбачаючи подібну можливість, нацистське керівництво початком 1944 року починає використовувати всі методи тиску, щоб не допустити цього. Тоді ж Адольф Гітлер наказує розробити резервний план захоплення стратегічно важливих пунктів на території Фінляндії. Квітнем 1944 цей план затверджується та отримує назву «Tanne Ost», однією з головних його позицій було перейняття контролю над островом Гогланд (Суурсаарі) — задля контролю ситуації в Фінській затоці та протидії силам Балтійського флоту.

## Розташування та чисельність сил
Острів Гогланд знаходиться в центральній частині Фінської затоки — 35 кілометрів на схід від фінського міста Котка, та 180 км від Санкт-Петербурга.
Острів перебував під фінським контролем з початку 1942 року, там знаходилися значні мінно-артилерійські укріплення, артилерійські батареї, він використовувався як один із опорних пунктів контролю ситуації в Фінській затоці. На острові постійно знаходився досить чисельний гарнізон, на озброєнні мав артилерію, 9 важких мінометів та 24 кулемети, острів був розбитий на 4 сектори оборони. На Гогланді містилася радіолокаційна станція та нацистський пост радіозв'язку; біля острова було збудовано протичовновий рубіж.
Після виходу Фінляндії з війни із СРСР нацистські сили спробували зайняти острів, їхні зусилля були відбиті спільно фінськими військовими та авіацією Балтійського флоту.
Згідно умов перемир'я, яке вступило в силу 4 вересня 1944 року, фінські сили мали в 10-денний термін відсторонити всі нацистські війська з території країни та передати острів Гогланд під радянський контроль.
Коли почало діяти перемир'я, нацистські сили покидають свої місця дислокування на півдні Фінляндії; в тому ж часі віддається наказ про здійснення плану «Tanne Ost», датою висадки десанту було призначено на 15 вересня.
З огляду на багаторічну збройну співпрацю німецьке командування не вважало, що фіни будуть вчиняти опір при зайнятті острова. Одначе фінське керівництво вирішує виконати всі умови щодо перемир'я та відхиляє пропозицію про передачу острова під нацистський контроль. Після того на острів висаджується німецький десант, фінські сили починають оборонятися.
Це бойове зіткнення стало початком війни між Фінляндією та Третім Рейхом; авіація Балтійського флоту надала військову допомогу фінам, по чому німецький десант був розбитий.

## Підготування та перебіг бою
Для участі в десантній операції набирається близько 2300 німецьких вояків та офіцерів. Десантний загін складався з 20 швидкохідних десантно-артилерійських барж, 15 патрульних катерів та 10 тральників, увечері 14 вересня відходить від узбережжя Естонії та рушає до Гогланда.

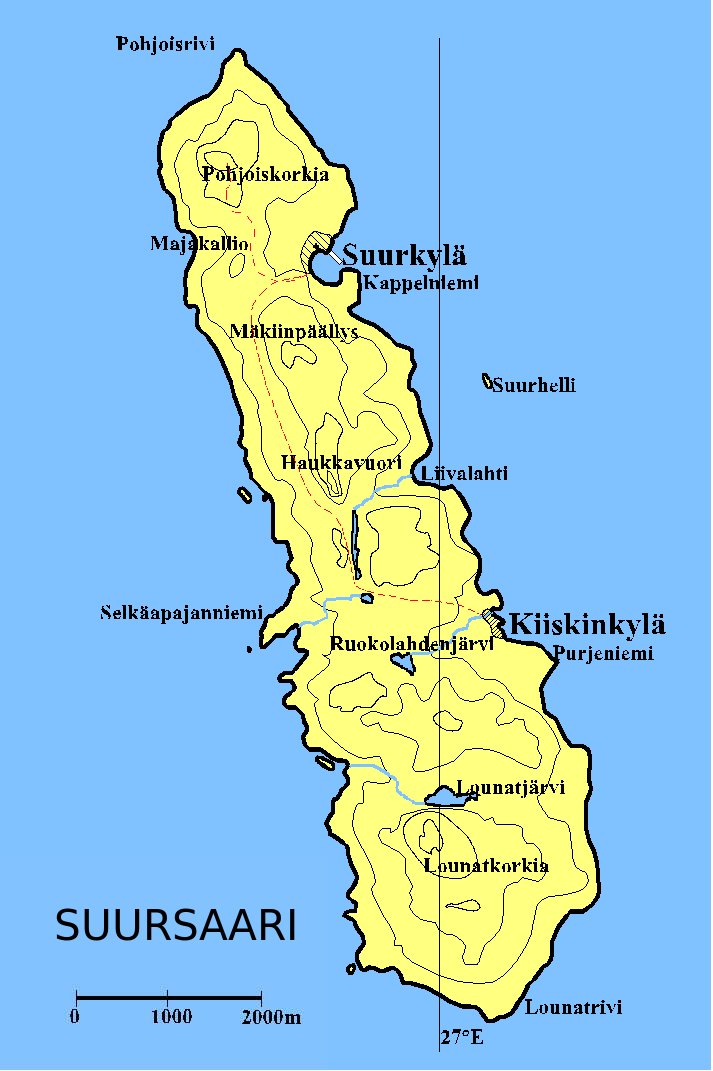
Гогланд (Суурсаарі)

В цьому часі гарнізон острова був зайнятий підготовкою до передачі споруд радянському керівництву, відбувалося вивезення артилерії, майна та спорядження. Гарнізоном в чисельності 1700 вояків та офіцерів керував підполковник Мартті Міеттінен. Міеттінен мав дані про можливе німецьке десантування та близько 19-ї години вечора 14 вересня віддає наказ про приведення гарнізону в стан повної бойової готовності задля оборони острова від німецького десанту.
Радянська розвідка виявляє пересування німецьких кораблів в напрямі Гогланда, тому віддається наказ терміново направити в тому напрямі штурмову авіацію Балтійського флоту.
Близько 24-ї години ночі до порту острова заходять німецькі сторожові катери; командир загону Карл-Конрад Мецці посилає офіцера Еміля Кіфера з пропозицією Міеттінену здатися без бою. Підполковник відмовляється та висуває зустрічну вимогу — покинути острів; по тому німецьке керівництво пропонує фінам зобразити якийсь час жорстку оборону, а згодом без непотрібних втрат здати острів. Міеттінен відмовляється прийняти умови та в свою чергу вимагає від німецьких сил протягом 15 хвилин полишити острів. Німецький представник наказує 30-40 солдатам зайняти Міеттінена, але йому вдалося позбутися переслідування. Після відведеного фінам терміну на пірс висаджується до 40 німецьких морських піхотинців та починають бій за висадку десанту.

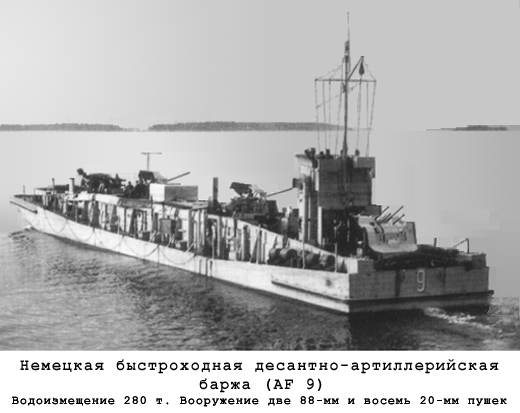
Німецька швидкохідна десантно-артилерійська баржа

Більшість десанту була проведена в східній частині острова біля села Сюркюля — там був зручний берег та хвилеріз.
Друга частина десанту вісаджувалася на північній частині острова, загалом до ранку 15 вересня змогло висадитися близько 1400 чоловік. Німецькі сили починають з боями розширювати плацдарм, однак через впертий фінський опір не змогли просунутися вглиб острова більш, ніж на 1 кілометр; фінські джерела зазначають, що до 3 миль завширшки та до 500 метрів вглиб. Після початку обстрілу фінською артилерією німецьких кораблів десантування переривається, не висадилася приблизно третина десанту.
Адмірал Володимир Трибуц в споминах зазначав, що перші штурмовики Іл-2 з'явилися над німецьким десантом вже вранці та атакували швидкохідні десантні баржі, що виходили з бухти, та другу групу, що ще знаходилася біля причалу.
До 18-ї години вечора авіація Балтійського флоту здійснила в напрямі Гогланда понад 500 вильотів літаків, потопивши біля узбережжя острова кілька десантних барж і тральник, будо збито 15 німецьких винищувачів.
Керівник німецького десантного загону намагається зв'язатися, щоб викликати на підтримку авіацію та кораблі для артилерійської підтримки, але зв'язку не було. Німецьке ж командування, остерігаючись, що на світанку наступного дня десант буде атакований радянськими катерами та авіацією, та не маючи даних про стан на Гогланді, наказує всім кораблям повертатися на базу. Із першими променями сонця кораблі відходять від острова, полишивши десант.
Фінські джерела по-іншому описують дії радянської авіації та німців — що нацистські кораблі покинули район десантування за наказом керівництва ще вранці 15 вересня. Замикаючі 12 барж перед 8-ю ранку були атаковані 36-ма радянськими літаками, 1 баржа була потоплена. Згодом число радянських літаків зросло до 76, які здійснили 481 виліт; в ході бою було збито 2 радянські винищувачі і 1 бомбардувальник. О 17-30 німецький десант капітулював фінам.
За фінськими даними, було взято в полон 1231 чоловік з німецького десанту, загинуло 155, 900 десантників змогло відійти на базу; було потоплено 5 десантних барж, кілька катерів та буксир. З фінської сторони втрати склали 36 чоловік вбитими, 67 пораненими та 8 пропали безвісти.
Фінам дісталося чимало німецької військової техніки, які вони були змушені передати радянським силам.
В жовтні 1944 року Мартті Міеттінен стає лицарем Хреста Маннергейма.